# The Old Ways
The Old Ways è un film del 2020 diretto da Christopher Alender. 
Film horror statunitense sceneggiato da Marcos Gabriel, ha debuttato al Festival del Cinema di Sitges nell'ottobre 2020.

## Trama
Il film narra la storia di Cristina Lopez, reporter statunitense che, per scrivere un articolo sulla cultura locale, torna nel paese delle sue origini, vicino a Veracruz, Messico. Viene rapita da una bruja, dal figlio di lei e da Miranda, sua cugina con la quale era cresciuta da bambina, prima di essere data in adozione dopo la morte della madre, che la accusano di essere posseduta da un demonio dopo che si è recata al La Boca, una grotta che per i locali è casa di molti demoni. Cristina verrà sottoposta a vari riti tradizionali prima contrariamente, sopportando la situazione grazie all'uso di eroina, e, in seguito, realizzando la verità nella parole di coloro che l'hanno rapita e approfondendo la propria conoscenza dei demoni e dei riti tradizionali.

## Accoglienza
Il film ha ricevuto 16 su 16 recensioni positive su Rotten Tomatoes. Su IMDb ha ottenuto 5.7/10 stelle, su 538 recensioni.